# USS Biloxi (CL-80)
Pour les articles homonymes, voir Biloxi.
L'USS Biloxi (CL-80) est un croiseur léger de classe Cleveland entré en service dans l'United States Navy durant la Seconde Guerre mondiale.
Le Biloxi est mis sur cale aux chantiers navals de la Newport News Shipbuilding & Drydock Company installés à Newport News (Virginie) le 9 juillet 1941. Il est lancé le 23 février 1943 et admis au service actif le 31 août 1943. Le CL-80 est le premier et actuellement le seul navire de l'US Navy à avoir porté le nom de cette ville de l'État du Mississippi.

## Historique

### Préparation pour la guerre, septembre 1943 – janvier 1944

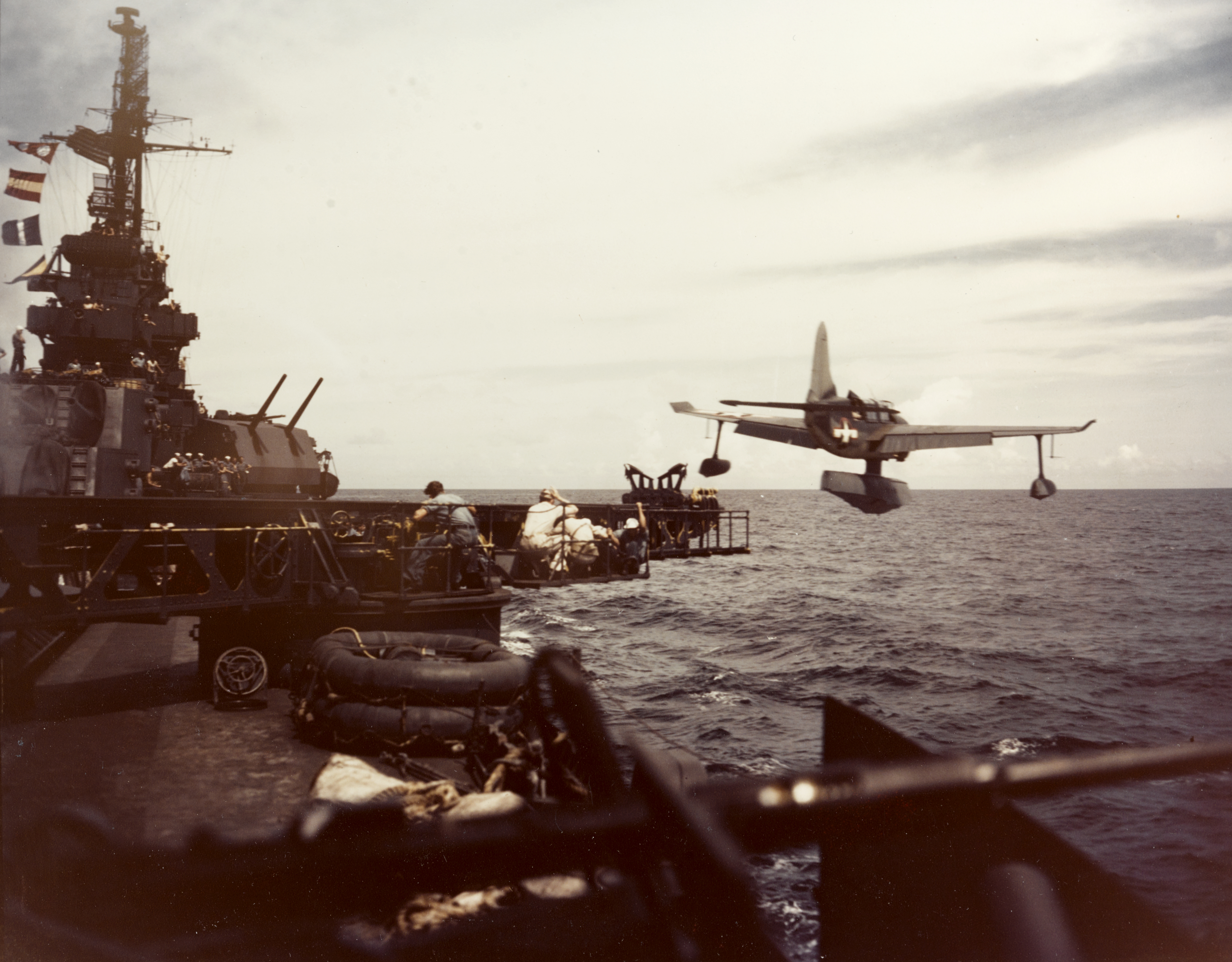
L'USS Biloxi catapultant un Curtiss SO3C Seamew durant ses essais (octobre 1943).

Après sa mise en condition opérationnelle dans la baie de Chesapeake, le croiseur léger appareille de Norfolk le 20 novembre pour la zone du canal de Panama, franchissant le canal le 24 novembre et arrivant à San Francisco le 4 décembre 1943. Il reprend la mer le 7 décembre, arrivant à Hawaï le 11 décembre et entamant aussitôt un entrainement destiné à une mise en condition en compagnie du croiseur lourd USS Wichita.

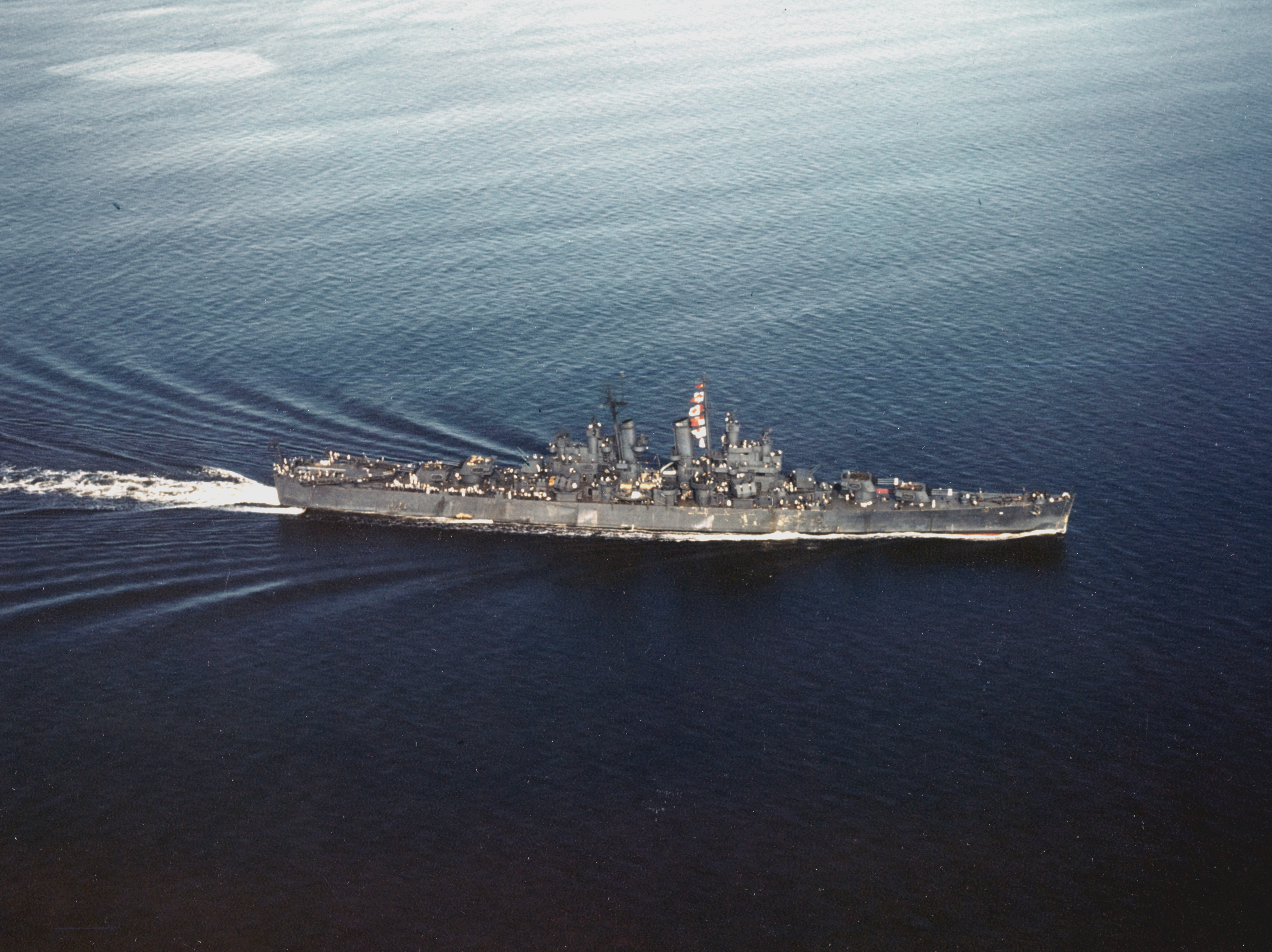
L'USS Biloxi en croisière en octobre 1943.

Le 20 décembre, il regagne la côte ouest pour quelques réparations avant de participer à différents exercices au sein de la 5e flotte, le croiseur léger opérant notamment avec le cuirassé USS Maryland, le croiseur lourd USS Louisville, le croiseur léger USS Mobile et deux destroyers pour s’entraîner au futur débarquement dans les Marshall (opération Flintlock),.

### Îles Marshall, janvier – février 1944
Le Biloxi reprend la mer le 13 janvier 1944, retrouvant le Task Group 53.5 à Hawaï pour assurer la protection du débarquement qui a lieu le 30 janvier. Opérant avec les Louisville, Mobile, Santa Fe et six destroyers, le croiseur patrouille autour des îles concernées par le débarquement (notamment Wotje) et pilonne les positions japonaises pour favoriser la progression des Marines. Il est légèrement endommagé par un obus de la défense côtière.
Après neuf jours d'opérations intensives, il gagne le lagon de Majuro le 7 février pour se ravitailler et cinq jours plus tard, il reprend la mer, intégrant le TG 58.1 organisé autour des porte-avions Enterprise, Yorktown et Belleau Wood qui participent les 16 et 17 février à un important raid contre Truk, destiné à détourner l'attention des japonais envers le débarquement allié en Nouvelle-Guinée (opération Hailstone). Le Task Group, après avoir échappé à plusieurs raids aériens japonais, est de retour à Majuro le 26 février 1944,.

### Mariannes et bataille de la mer des Philippines, mars – juillet 1944
Le 7 mars 1944, il reprend la mer en compagnie de l'Enterprise, du Belleau Wood, de deux autres croiseurs légers et de huit destroyers. Il s'amarre à Espiritu Santo le 11 mars pour charger des munitions et des vivres avant de gagner Emirau, dans l'archipel Bismark, pour couvrir le débarquement des Marines du 20 au 25 mars 1944. Il couvre ensuite les raids contre les Carolines Occidentales menés par les Enterprise, Belleau Wood et Cowpens, couverts par sept croiseurs légers dont le Biloxi et neuf destroyers.
Après des raids contre les Palaos, le croiseur retourne à Majuro le 6 avril 1944 pour un ravitaillement et un entretien, avant de reprendre la mer le 13 avril en compagnie des autres unités de la TG 58.1 pour soutenir le débarquement à Hollandia (opérations Reckless et Persecution) le 21 avril 1944, couvrant les porte-avions et appuyant les troupes au sol et jusqu'au 28 avril, date à laquelle il jette l'ancre à Manus.
Il participe ensuite à l'opération Forager, le débarquement dans les îles Mariannes qui commença le 15 juin 1944. Il assure la protection des porte-avions Bunker Hill, Wasp, Monterey et Cabot. Le 18 juin vers midi, les navires de guerre prirent place dans un poste de patrouille situé à quelque 150 km à l'ouest de Saipan. Le Biloxi les couvrit durant la bataille de la mer des Philippines (19-20 juin) qui vit l'aéronavale japonaise cesser d'exister comme corps constitué, perdant 300 appareils, le porte-avions Hiyo et endommageant un autre. Le Biloxi et les porte-avions qu'il protégeaient sont de retour à Eniwetok le 27 juin 1944.

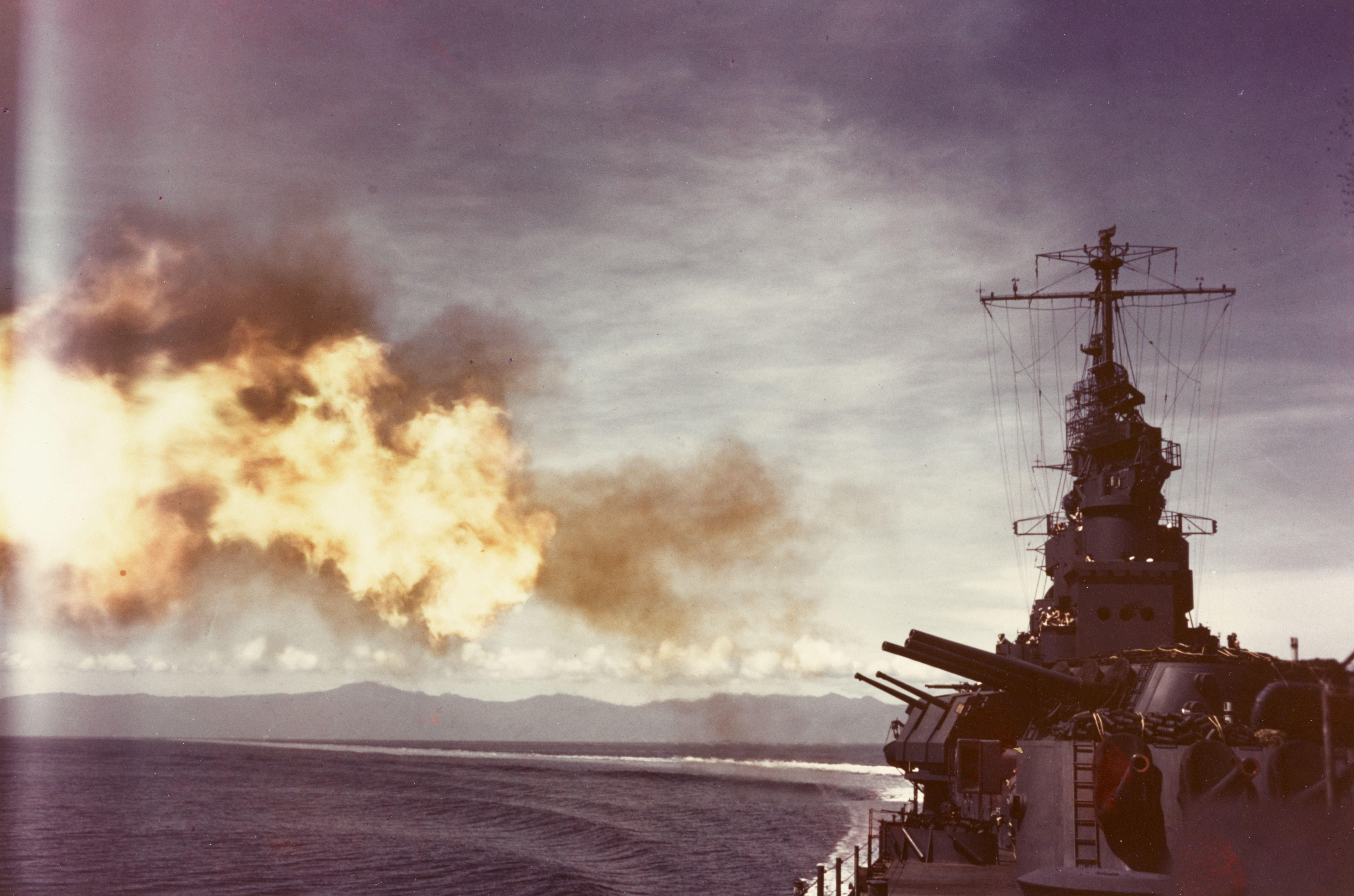
L'USS Biloxi tirant avec ses canons de 6 pouces en octobre 1943.

Après un raid contre les Bonins le 30 juin, il couvre les porte-avions Yorktown, Hornet et Bataan bombardant Iwo Jima le 3 juillet 1944, le croiseur joignant aux bombes d'aviation ses douze canons de 6 pouces. Après un ravitaillement en pleine mer, le croiseur passe deux semaines en mer pour couvrir les porte-avions attaquant Guam et Rota dans le cadre de débarquements amphibies, avant d'autres raids contre Palau, Yap et Ulithi,.

### Îles Ryukyu et Volcano, juillet – octobre 1944
Après un ravitaillement rapide à Saipan le 2 août, le TG intégrant le Biloxi appareille pour de nouveaux raids contre les îles Bonins et Volcano. Le 4 août, un avion américain repère une petite force de surface japonaise qui est attaqué par le Biloxi, trois croiseurs et sept destroyers, le Biloxi participant à la destruction du destroyer d'escorte Matsu et du charbonnier Ryuko Maru. Le 5 août 1944, alors qu'il se préparait à bombarder Ani et Chichi-Jima, il fut secoué par une torpille qui explosa dans le sillage du croiseur. Il ne fut pas endommagé mais la mission de bombardement fut annulé, les croiseurs retrouvant les porte-avions dans l'après midi pour rentrer ensuite à Eniwetok le 9 août. Après avoir été ravitaillé par le pétrolier Tappahannock, le croiseur jeta l'encre dans le lagon pour un ravitaillement. L’équipage bénéficia également de trois semaines de repos et de loisirs.
Affecté au TG 38.4, le croiseur léger appareille le 29 août en compagnie des porte-avions Franklin, San Jacinto et Enterprise, du croiseur lourd New Orleans et de douze destroyers. Il participe de manière indirecte aux raids contre les Bonins et Palau avant de pilonner directement Chichi-Jima le 31 août 1944 puis Iwo Jima le 1er septembre. Il est de retour à Saipan le 4 septembre 1944. Reprenant la mer dès le 7 septembre, il couvre les porte-avions chargés de mener des raids contre Palau les 10 et 15 septembre, le débarquement amphibie ayant lieu sur Palau le 15 de ce mois.
Après une période de repos et d'entretien à Manus dans les îles de l'Amirauté, le croiseur reprend la mer le 24 septembre, retrouvant le TG 38.1 pour protéger les porte-avions lors de leurs raids contre les îles Ryukyu le 10 octobre, puis Formose du 12 au 14 octobre 1944, avant Luçon du 14 au 19 octobre afin de préparer le débarquement à Leyte qui a lieu le 20 octobre. Il assure ensuite la couverture des porte-avions engagés dans la bataille du golfe de Leyte, puis le 26 octobre, détruit près du détroit de San Bernardino le destroyer japonais Nowaki en compagnie de trois autres croiseurs.

### Philippines, octobre 1944 – janvier 1945
Le 15 novembre 1944, le Biloxi quitte les Philippines et gagne Ulithi qu'il atteint deux jours pour reposer l'équipage et entretenir le matériel. Il était présent le 20 novembre lors de l'attaque d'un sous-marins de poche kaiten japonais contre le pétrolier USS Mississinewa,.
Le 22 novembre, le Biloxi reprend la mer en compagnie du TG 38.3 pour des attaques aériennes contre Luçon. Le 25 novembre, le Task Group doit être retiré car les cinq porte-avions américains ont été endommagés par des kamikazes.
Les porte-avions retrouvent les Philippines le 13 décembre pour soutenir les débarquements à Mindoro. Après avoir survécu au typhon Cobra le 18 décembre, il rentre à Ulithi le 24 décembre où il mouille pendant une semaine.

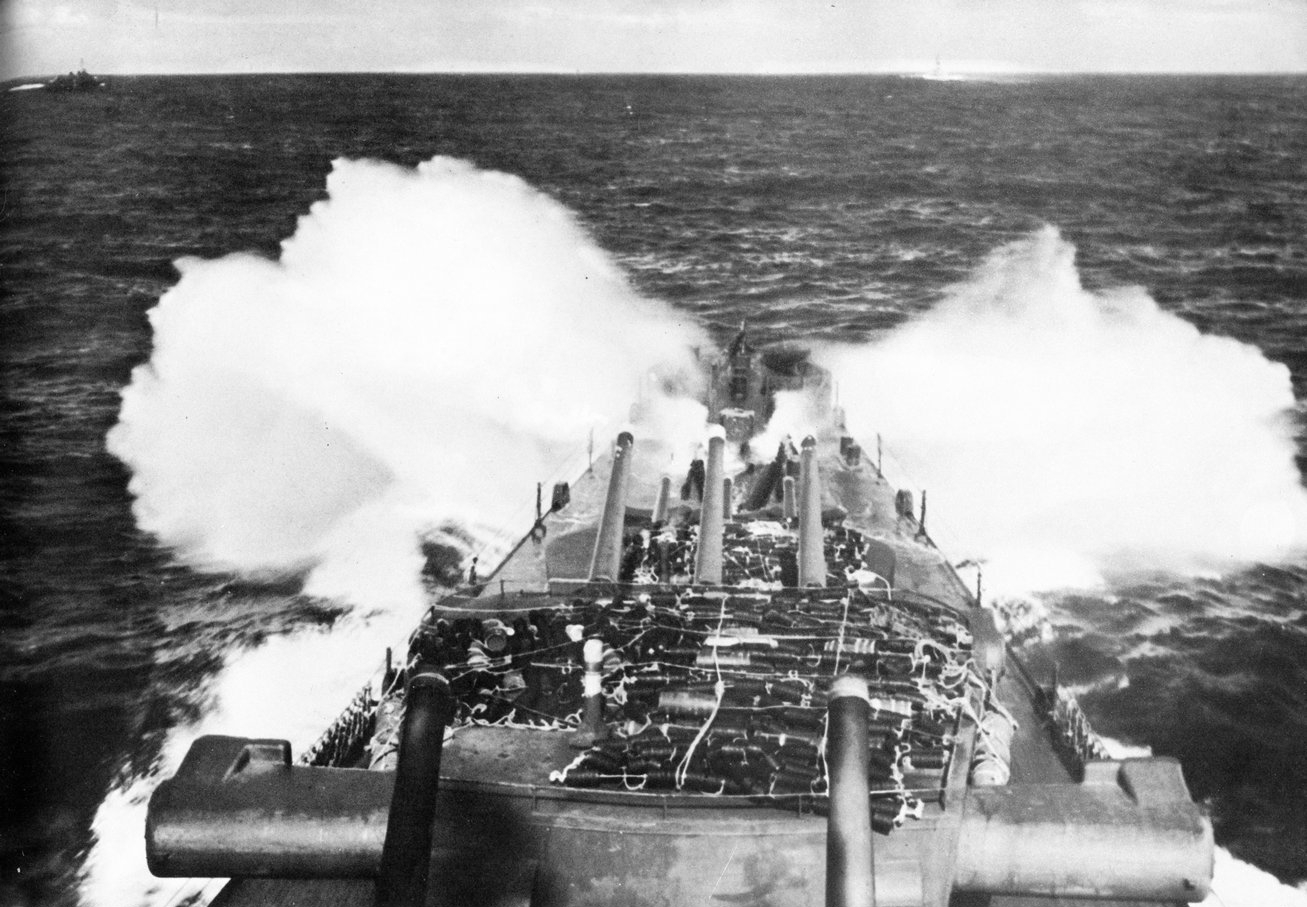
Proue de l'USS Biloxi vers 1944.

Le croiseur reprend la mer au sein du TG 38.3 (composés des porte-avions Essex, Ticonderoga et Langley) le 30 décembre pour des raids sur Formose qui sont lancés le 3 janvier 1945, raids perturbés par les conditions météorologiques. Le TG 38.3 regagne ensuite le sud pour des opérations en liaison avec le débarquement dans le golfe de Lingayen qui a lieu le 9 janvier 1945, appuyant le débarquement mais menant également des raids contre Formose, Ryukyu et les Pescadores.
Le 11 janvier 1945, les porte-avions escortés par le Biloxi frappent l'Indochine, notamment la baie de Cam Rahn et Qui Nhon. Après un ravitaillement en mer, les porte-avions du TG 38.3 bombardent Hainan et Hong Kong, puis de nouveau Formose le 21 janvier. Vers midi, deux kamikazes s'écrasent sur le porte-avions Ticonderoga et le destroyer USS Maddox. Le croiseur Biloxi est détaché pour escorter les deux navires endommagés jusqu'à Ulithi qu'ils atteignent le 26 janvier 1945,.

### Iwo Jima, février – mars 1945
Le 10 février 1945, le croiseur léger retrouve le TG 58.4 pour des opérations contre Iwo Jima (opération Detachment). Le débarquement a lieu le 19 février et le Biloxi, qui jusque-là protégeait les porte-avions, appuie le débarquement en tirant contre des positions à terre jusqu'au 21, quand l'affût no 6 de 127 mm ouvrit le feu sur le no 5, provoquant des dégâts humains et matériels limités.
En dépit de ces dommages, le Biloxi retrouve le TG 58.4 pour couvrir les porte-avions attaquant la région de Tokyo à partir du 25 février, mais le mauvais temps annula un grand nombre de raids et le groupe opérationnel se retira vers le sud pour frapper les installations littorales et les aérodromes d'Okinawa. Le Biloxi est de retour à Ulithi le 1er mars pour des réparations et un ravitaillement.

### Okinawa, mars – avril 1945

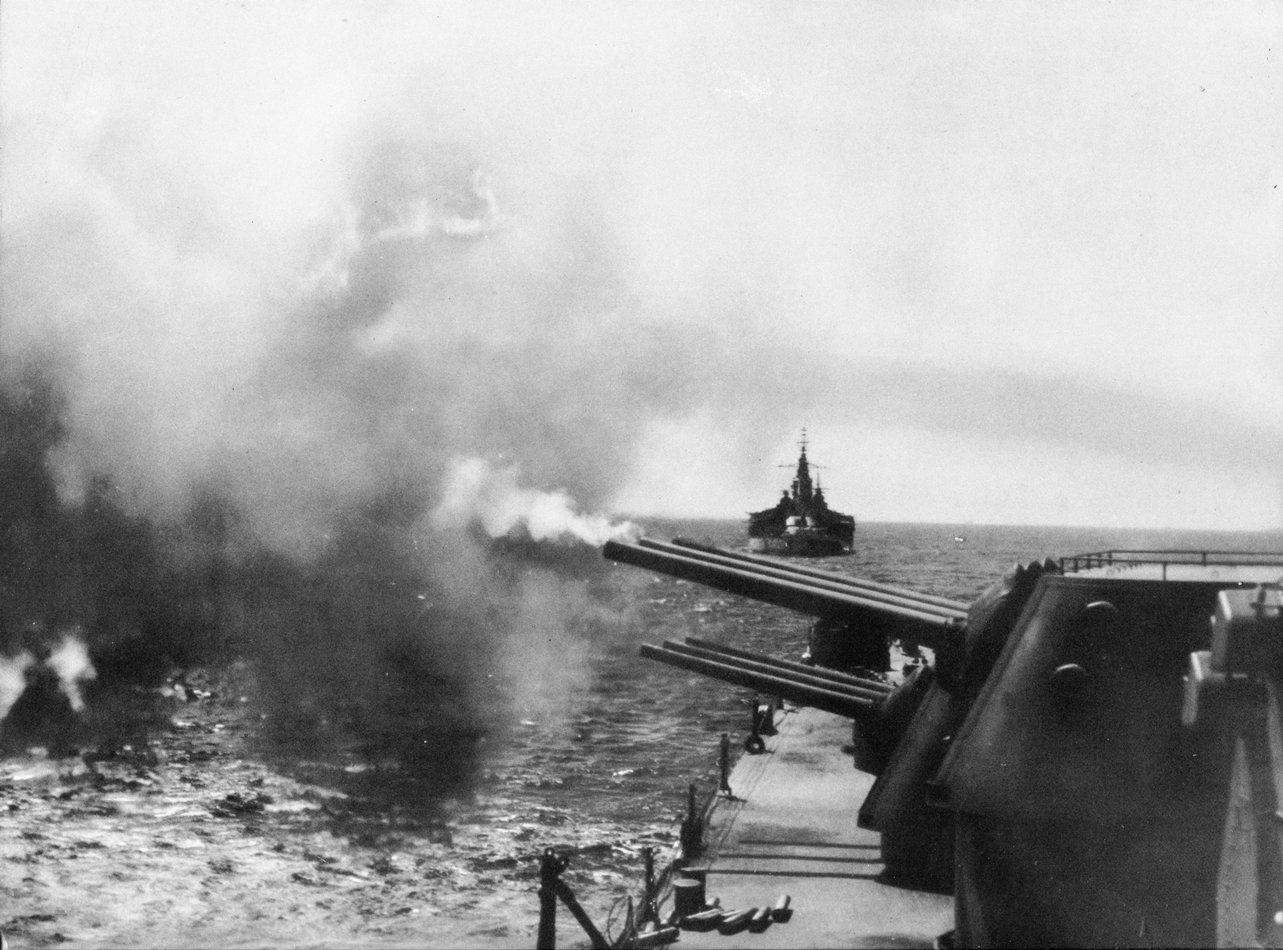
L'USS Biloxi faisant feu lors du bombardement d'Okinawa (fin mars 1945).

Le 21 mars, le Biloxi reprend la mer pour participer à l'opération Iceberg, le débarquement sur Okinawa. Le croiseur est affecté au TG 54.1 destiné à couvrir l'action des dragueurs de mines et des UDT puis de soutenir les troupes au sol, notamment lors du débarquement amphibies et les atterrissages amphibies dans l'archipel Kerama le 26,. S'installant à Okinawa plus tard dans la matinée, il lance notamment ses hydravions pour des missions d'observation et de reconnaissance, tirant également sur des cibles à l'ouest de la pointe Zanpa Misaki.
Dans la soirée du 26 février, il est endommagé par un kamikaze mais la bombe de 500 kg n'explose pas et les dégâts sont finalement limités. Le Biloxi passa trois semaines pour couvrir les troupes au sol qui débarquent le 1er avril 1945.

### Retour aux États-Unis, avril – juillet 1945
Il quitte ensuite Okinawa le 20 avril et arrive à Ulithi le 24 avril pour une période d'entretien auprès du navire-atelier Vulcan, avant de gagner San Francisco le 11 mai via Pearl Harbor. Il subit des travaux jusqu'au 6 juillet et passe deux semaines d'essais et de remise en condition, qui seront interrompus par un problème technique le 14 juillet (rupture d'une conduite de vapeur, huit hommes brûlés mais aucun sérieusement),.

### La fin de la guerre, juillet – août 1945
Retournant vers le Pacifique le 19 juillet, le Biloxi s’entraîne à Hawaï jusqu'au 2 août, date à laquelle il appareille de Pearl Harbor pour Ulithi, tirant contre Wake afin d’entraîner ses canonniers le 8 août 1945. Il arrive à Ulithi le 12 août, puis se ravitaille et gagne Leyte en arrivant dans la baie de San Pedro le 14 août. À 8 h 15 le lendemain matin, il apprit la capitulation japonaise.

### Après-guerre, août – novembre 1945
Il quitte les Philippines pour Okinawa le 20 août qu'il atteint trois jours plus tard. Il y passa trois semaines à attendre les ordres. Reprenant la mer le 16 septembre, il rejoint Nagasaki pour évacuer des prisonniers de guerre à partir du 18 septembre et les débarquent à Okinawa trois jours plus tard, avant de retourner au Japon pour soutenir les forces d'occupation américaines. Il quitte le pays le 9 novembre pour Okinawa qu'il atteint le 11 novembre, puis rejoint Pearl Harbor et San Francisco où il arrive le 27 novembre 1945.

### Réserve, retrait du service et vente, 1946 – 1962
Le croiseur gagne Port Angeles (État de Washington) le 15 janvier 1946 pour y être désarmé. Il est mis en réserve au Puget Sound Naval Shipyard le 18 mai 1946 et désarmé le 29 octobre. Après quinze ans d'inactivité, le croiseur est rayé du Naval Vessel Register le 1er décembre 1961 puis vendu à la démolition le 29 mars 1962.

## Décorations
Le Biloxi a reçu neuf Battle stars pour son service pendant la Seconde Guerre mondiale.

## Monuments commémoratifs
La superstructure du navire a été conservée et érigée dans le Guice Park, près du Biloxi Small Craft Harbor, dans la Lameuse Street, où elle se trouve encore aujourd'hui. La cloche du navire est exposée dans le hall du Biloxi Maritime and Seafood Museum.